# Brigantine (maladie)
Pour l’article homonyme, voir Brigantine (voile).
 (décembre 2015).
La brigantine est une épidémie qui aurait décimé le camp royaliste de la virée de Galerne lors des guerres de Vendée. 
Les fouilles archéologiques réalisées en 2010 n'ont pas retrouvé de traces de cette infection sur les cadavres de l'époque.
La brigantine est une maladie contagieuse, dont nous ne savons rien médicalement parlant. Elle fut à l'origine de l'épidémie qui décima les troupes vendéennes lors de la Virée de Galerne. Les fouilles entreprises sur la place des Jacobins du Mans laissent espérer, à partir de l'examen des corps enfouis en plusieurs fosses, un éclaircissement sur la bactérie responsable. En fait, d'après deux chercheurs de l'INRAP (Institut national de recherches archéologiques préventives) grand-ouest, Ludovic Schmitt, historien et Élodie Cabot, anthropologue, chargée notamment de l'étude des corps avec un médecin légiste, il s'agirait de dysenterie ou de fièvre putride, ou encore de typhus ou de typhoïde provoquée, chez les insurgés pressés par les républicains lancés à leurs trousses, par les conditions d'hygiène et de ravitaillement déplorables.
Quoi qu'il en soit, la plupart des historiens rattachent cette deuxième acception au mot brigand, plutôt qu'au mot brigantine, même si le mot galerne est issu de l'étymon breton gwalarn qui désigne un « vent du nord-ouest ». Or, étrangement, il est possible que la première acception ait contaminé la seconde. En 1793, c'est en effet de l'Angleterre, donc du nord-ouest, et de ses brigantines que l'Armée catholique et royale de Vendée, poussée vers la Loire, attend du secours. Antoine-Philippe de La Trémoïlle, Prince de Talmont, à la tête de 4 000 royalistes, protège le passage des Vendéens sur la rive droite, concourt à la victoire de Laval et se dirige vers Saint-Malo afin d'y recevoir les secours promis par les Anglais. Les vaisseaux venus d'Outre-Manche ne pourront jamais débarquer ni là ni à Granville quelques jours après. Malgré l'échec de l'opération, deux commerces malouins portent aujourd'hui le nom de La Brigantine.